# 通多夫
通多夫是德国图林根州的一个市镇。总面积10.12平方公里，总人口657人，其中男性352人，女性305人（2011年12月31日），人口密度65人/平方公里。